# Чорум
Чорум (на турски: Çorum) е град и административен център на вилает Чорум в Североцентрална Турция в черноморският район на страната. Населението му е 294 807 жители (2018 г.). Намира се на около 244 км от Анкара и 608 км от Истанбул на 801 м н.в.